# Фирмилиан (Марин)
Митрополи́т Фирмилиа́н (рум. Mitropolitul Firmilian, в миру Николае Марин, рум. Nicolae Marin; 18 февраля 1901, Плопяса — 29 октября 1972) — епископ Румынской православной церкви, архиепископ Крайовский и митрополит Олтенский.

## Биография
Родился 18 февраля 1901 года в Ватре села бузоян Плопяса, недалеко от Монастыря Рэшинешти. Первые шаги к церкви сделали их вместе со своей матерью, которая направила его к служению у алтаря. Окончил начальную школу в своём родном селе, в 1914 году поступил на курсы духовной семинарии в Галаце, где он мог закончить только два года из-за начала Первой мировой войны.
Обладая аскетическими наклонностями с детства, молодой Николай постучал в 1915 году поступил в Монастырь Чолану. Здесь он нашёл поддержку в продолжении богословского образования, будучи вновь зачисленным в 1917 году в младшие классы духовной семинарии в Бузэу, а в 1920 году он отправился в Монастырь Козия, где носил был пострижен в мантию с наречением имени Фирлилиан.
21 февраля того же года в кафедральном соборе города Вылча был рукоположён в сан иеродиакона епископом Рымникским Алексеем (Шербаном). Вскоре после этого иеродиакон Фирмилиан Вскоре вернулся в Галац, где ему удалось окончить курсы начатой им семинарии, а также служить в Епископальном соборе, чтобы зарабатывать на жизнь. Закончив обучение в семинарии, он сдал в 1923 году экзамен за курс классического бакалавриата в средней школе им. Спиру Харета в Бухаресте, а в 1924 году поступил на отделения истории и географии историко-географического факультета Бухарестского университета.
Поселившись в Бухаресте, молодой иеродиакон Фирмилиан сначала служил в святого Илии-Горгани, но в том же году стал клириком патриаршего собора. Здесь он был прямым свидетелем самых важных событий в жизни Румынской Православной Церкви, например: например, возведение на престол первого патриарха Румынской православной церкви, Мирона Кристи, состоявшееся 1 октября 1925 года. Отличаясь своими особыми качествами, юному иеродиакону поручается выполнить несколько задач по очереди, которые он успешно выполняет: преподаватель и заместитель директора Школы церковных певцов в Бухаресте, инспектор по вопросам образования в Патриархии, официальный проповедник на церковной радиостанции столицы, преподаватель в пастырской канцелярии (conferenţiar la cancelariile pastorale) Бухареста архиепископии, активный член руководящего комитета Библейского института и др.
После окончания литературно-философиского факультета он поступил на богословский факультет в Бухаресте, который он закончил в 1938 году и в том же году был рукоположён в сан священника. В скором времени епископ Фирмилиан был награждён Священным Синодом до звания архимандрита и назначен директором Центральной семинарии в Бухаресте. Здесь епископ Фирмилиан работал учителем географии и истории, в полной мере участвуя в жизни семинарии.
После того, как Олтенская митрополия была упразднена c удалением на покой митрополита Нифона (Кривяну), верующие стали добиваться возрождения данной митрополии. После многочисленных просьб, и Собрание депутатов проголосовало 18 июня 1947 года законом № 196 от 13 июня 1947 года за возрождение Крайовской архиепископии. Самым достойным для новой миссии архиепископа Крайовского оказался директор Центральной семинарии в Бухаресте архимандрит Фирмилиан (Марин). За эти выборы все члены Священного Синода проголосовали единогласно, и их решение было подтверждено представителями правительства. 30 ноября 1947 года состоялась его епископская хиротония, а 28 декабря того же года в резиденции архиепископа Крайовского.
В феврале 1949 года Крайовская архиепископия была вновь возведена в ранг митрополии, а архиепископ Фирмилиан стал «архиепископом Крайовским и митрополитом Олтенским». По случаю официальной церемонии проф. Станчу Стоян, тогдашний министр культов, сказал: «Гарантия для нас в этом отношении прежде всего заключается в его крестьянском происхождении. Он избранный сын народа, который поддерживает связь с ним. Нам также гарантированы его качества как учёного и хорошего оратора, что говорит нам о том, что Его Высокопреосвященству Фирмилиану будет что поставить на службу Церкви и Богу». Его интронизация в новом качестве состоялась 25 марта того же года
Первой формой богословского образования, которая официально функционировала в Крайовской архиепископии после прохождения богословского образования на попечение Церкви, была школа церковных певцов, официально открытая 17 января 1949 года в здании монастыря Кошуна Буковэцул Векь. Несмотря на то, что вначале она работала в очень тяжёлых условиях, школа в Кошуне со временем стала настоящим питомником будущих богословов: её ученики получали многочисленные стипендии и бесплатное обслуживание в период обучения, а выпускники с исключительными результатами учёбы и призванием к священству были направлены на продолжение учёбы в столичном богословском институте. 27 сентября 1955 года решением Священного Синода Школа певцов Мофлени была возведена в ранг духовной семинарии. Митрополит Фирмилиан принимал непосредственное участие в жизни семинарии и Школы певцов в Мофлени, предоставляя студентам наилучшие условия для учёбы, а также объединяя старые келии, чтобы их можно было использовать в качестве классных комнат. Своими многочисленными трудами митрополит Фирмилиан способствовал повышению престижа духовной семинарии, позиционируя её вместе с первыми семинарами в стране.
Ещё одной значимой задачей была борьба с безграмотностью среди жителей олтенских монастырей. Так родились монашеские школы, которые стали обязательными для всех монахов и монахинь в Крайовской архиепископии, которые не учились в школе, а также для тех, кто ещё не закончил семь начальных классов. Монашеские школы продолжались три года, действуя по программе, составленной Священным Синодом, с «двумя часами в день для религиозных предметов и не менее шести часов в день для труда». На курсах преподавали монахи с высшим образованием или священники с навыками обучения и преподавания из окрестностей, прилегающих к монастырю.
Его усилиями было построено здание Епархиального центра Олтенской митрополии, здания, которое в то время считалось одним из самых современных сооружений Крайовы. Сегодня улица, на которой расположен Епархиальный центр столичной церкви Олтении, названа в честь митрополита.
Скончался 29 октября 1972 года в больнице святого Илии в Бухаресте после непродолжительной болезни. Его тело было размещено на правой стороне нартекса митрополичьего собора святого Димитрия в Крайове.